# ピリベツ岳
ピリベツ岳（ピリベツだけ）は、北海道の河東郡上士幌町にある標高1,602mの山である。

## 概要
石狩山地の東大雪を構成する一峰である。西クマネシリ岳(1,635 m)、クマネシリ岳(1,585.9 m)、南クマネシリ岳(1,560.1 m)と併せてクマネシリ山塊と呼ばれており、かつて東西蝦夷山川地理取調図や北海道実測切図にはこれらの山をまとめてクマネシリとして表記されていた。上士幌町の十勝三股から望むピリベツ岳と西クマネシリ岳が女性の乳房に見えることから「オッパイ山」とも呼ばれている。
山名は美里別川の源流であることに由来し、アイヌ語の「pir-pet（渦・川）」が語源であるとされる。

## 登山
登山道はないが、クマネシリ山塊を周回して登る人は少なくないため踏み跡がある。上士幌町側の登山道も存在するが、登山口に通じるシンノスケ三の沢林道は路面洗堀により通行止めとなっているため現在のメインルートは足寄町の美里別川側からとなっている。登山口からは美利別本流林道の跡を進み、尾根に取り付いてクマネシリ山塊の稜線へと登った後踏み跡を頼りに北へ登り山頂へ至る。林道跡は一部崩壊しているほか、尾根は急登であるため滑らないように注意が必要。